# Calandrella
Calandrella (Kaup, 1829) è un genere di uccelli della famiglia degli Alaudidi.

## Tassonomia
Comprende le seguenti specie:
- Calandrella brachydactyla (Leisler, 1814) - calandrella
- Calandrella blanfordi (Shelley, 1902) - calandrella di Blanford
- Calandrella erlangeri (Neumann, 1906) - calandrella di Erlanger
- Calandrella cinerea (J.F.Gmelin, 1789) - calandrella capirossa
- Calandrella acutirostris Hume, 1873 - calandrella di Hume
- Calandrella raytal (Blyth, 1845) - calandrella del Raytal
- Calandrella rufescens (Vieillot, 1819) - calandrina
- Calandrella cheleensis (Swinhoe, 1871) - calandrella della Mongolia
- Calandrella somalica (Sharpe, 1895) - calandrella rossiccia
- Calandrella athensis (Sharpe, 1900) - calandrella dell'Athi